# Seorsus clavifolius
Seorsus clavifolius là một loài thực vật có hoa trong Họ Đào kim nương. Loài này được (C.A.Gardner) Rye & Trudgen mô tả khoa học đầu tiên năm 2008.